# Raspmalar
Raspmalar (Wockidae) är en familj av fjärilar. Raspmalar ingår i ordningen fjärilar, klassen egentliga insekter, fylumet leddjur och riket djur.